# Claret (Alpes da Alta Provença)
Claret é uma comuna francesa na região administrativa da Provença-Alpes-Costa Azul, no departamento dos Alpes da Alta Provença. Estende-se por uma área de 21,04 km². Em 2010 a comuna tinha 277 habitantes (densidade: 13,2 hab./km²).